# Ісламська міжнародна миротворча бригада
Ісла́мська міжнаро́дна миротво́рча брига́да (ІММБ) — міжнародна ісламська організація, створена в 1998 році на території Чечні Шамілем Басаєвим як збройне формування під егідою Конгресу народів Ічкерії та Дагестану (КНІД).
Метою ісламської міжнародної миротворчої бригади проголошувалася побудова ісламської держави на Північному Кавказі. Очолювалася спочатку Басаєвим (загинув від самодетонації вибухівки 10 липня 2006), потім Абу Хафсом аль-Урдані (вбитий 26 листопада 2006).
ІММБ, за твердженнями США та РФ, була тісно пов'язана з Аль-Каїдою, важливу роль у ній грали арабські добровольці Абу аль-Валід (вбитий в 2004) і Хаттаб (вбитий в 2002). Члени ІММБ брали активну участь в допомозі дагестанським мусульманам влітку 1999 року і в трагічних подіях Норд-Осту в жовтні 2002 року.
Ісламська міжнародна миротворча бригада діяла на території Росії, Грузії і Азербайджану. За активним наполяганням Росії, офіційно визнана США терористичною організацією.